# Kitchingia
Kitchingia es un género con once especies de plantas con flores perteneciente a la familia Crassulaceae. 

## Especies seleccionadas
- Kitchingia amplexicaulis
- Kitchingia campanulata
- Kitchingia gracilipes
- Kitchingia mandrakensis
- Kitchingia miniata
- Kitchingia panduriformis
- Kitchingia parviflora
- Kitchingia peltata
- Kitchingia porphyrocalyx
- Kitchingia schizophylla
- Kitchingia uniflora

- Datos: Q5960041